# Natale Spinello
Natale Spinello (Piove di Sacco, 15 dicembre 1947) è un ex canottiere italiano.

## Biografia
Nato nel 1947 a Piove di Sacco, in provincia di Padova, a 28 anni ha partecipato ai Giochi olimpici di Montréal 1976, nel quattro senza insieme a Matteo Caglieris, Pellegrino Croce ed Enzo Lanzarini, passando le batterie con il 2º posto e il tempo di 6'16"10, ma venendo eliminato in semifinale, 5º in 6'09"76, e chiudendo 11º totale con il 5º posto nella finale B con il tempo di 6'48"11.